# Earomyia inquilina
Earomyia inquilina är en tvåvingeart som först beskrevs av Seitner 1929.  Earomyia inquilina ingår i släktet Earomyia och familjen stjärtflugor. Inga underarter finns listade i Catalogue of Life.